# Bartholome Zellweger
Bartholome Zellweger (* 29. Dezember 1625 in Trogen; † 3. Januar 1681 ebenda; heimatberechtigt ebenda) war ein Schweizer Textilunternehmer, langjähriges Mitglied des Kleinen Rats und Tagsatzungsgesandter aus dem Kanton Appenzell Ausserrhoden.

## Leben
Bartholome Zellweger war der Sohn von Johannes Zellweger, Wirt und Landesseckelmeister, und Katharina Schiess. Sein Bruder war Conrad Zellweger. 1649 heiratete er Catharina Gruber, Tochter des Johannes Gruber, Landesfähnrich.
Von 1664 bis 1668 amtierte er als Ausserrhoder Landesseckelmeister und von 1668 bis 1681 als Landesstatthalter.
Von 1674 bis 1679 war er Tagsatzungsgesandter. Zellweger wirkte 1667 bei der Errichtung einer Leinwandschau in Trogen als Mittelsmann der Gebrüder Gonzenbach in Hauptwil mit. Er betätigte sich spätestens ab 1675 selbst im Leinwandhandel.